# Estate 80
Estate 80  è un singolo del gruppo musicale italiano Bnkr44, pubblicato il 14 giugno 2024 come unico estratto dal primo EP 44.Summer.

## Descrizione
Il brano contiene il campionamento della canzone Figli delle stelle di Alan Sorrenti.

## Video musicale
Il video musicale, diretto da Amedeo Zancanella, è stato pubblicato il 18 giugno 2024 attraverso il canale YouTube del gruppo.

## Classifiche
| Classifica (2024) | Posizione massima |
| ----------------- | ----------------- |
| Italia            | 72                |